# マングト
マングト（モンゴル語: Mangγud）とは、モンゴル部に属する遊牧集団の名称。『元朝秘史』では忙忽惕(mánghūtì)、『集史』ではمنکقوت（Mankqūt）と記される。マンギト部とも。

## 概要
マングトの起源については2種類の伝承が存在し、まず『元朝秘史』はボドンチャルの曾孫にナチン・バートルという人物がおり、ナチン・バートルの2子ウルウダイ、マングダイからマングト氏、ウルウト氏が分岐したと伝えている。一方、『集史』はナチンから4世代後、トンビナイの息子ジャクス(jaqsū)の3子からノヤキン氏、マングト氏、ウルウト氏が分岐したという伝承を伝える。いずれの伝承に拠るにせよ、マングト集団がボドンチャルの血を引くボルジギン氏の一派で、ウルウト集団と縁の深い遊牧勢力であったことは間違いない。12世紀末、テムジン(チンギス・カン)が登場した頃のモンゴル部において、マングト/ウルウト集団はキヤト氏、タイチウト氏、バアリン氏などに次ぐモンゴル部内の有力な氏族として知られていた。
12世紀末、モンゴル部内ではテムジン(後のチンギス・カン)率いるキヤト氏とタイチウト氏という2大勢力の内部抗争が激化しており、モンゴル部内の諸氏族は2大勢力のどちらに味方するかの選択を迫られていた。この頃、マングト部にはナチン・バートルの6世孫に当たるグユクとクイルダルという兄弟がおり、マングト人の大部分がグユクに率いられてタイチウト氏側についたのに対し、少数のマングト人はクイルダルに率いられてキヤト氏側についた。クイルダルの率いるマングト兵と、同時期に帰参したジュルチェデイ率いるウルウト兵はチンギス・カンの全兵力の約半数を占めたと言われており、マングト・ウルウト部は最初期のチンギス・カンの勢力の主力と言うべき存在であった。『元朝秘史』によると、ジャムカはカラ・カルジトの戦いにてモンゴル軍の先鋒とされたマングト部とウルウト部を次のように評したという。
また、同様に兄達に逆らってキヤト氏側につこうとして殺されたマングト人がおり、その遺児は母方の実家(バルグト部)で育てられてジェデイと名付けられ、後にチンギス・カンの下に帰参して取り立てられた。モンゴル帝国内におけるマングト集団はここで述べたクイルダル、ジェデイの家系を中心として繁栄した。
クイルダルの息子、モンケ・カルジャはチンギス・カンより東方の計略を委ねられたジャライル部のムカリの指揮下に入り、同じくムカリの指揮下にあったコンギラト部のアルチ・キュレゲン、イキレス部のブトゥ・キュレゲン、ウルウト部のケフテイらとともに、「左手の五投下」と呼称される独立性の高い集団を形成した。「左手の五投下」は帝位継承戦争においてクビライ派の主力として活躍し、クビライを始祖とする大元ウルスにおいて有力部族として厚遇された。
一方、西方においてはマングト部出身のエディゲが14世紀末にジョチ・ウルス内で勢力を拡大し、ノガイ・オルダと呼称される勢力を形成した。後にブハラ・ハン国ではマングト部(マンギト部)の後裔が政権を奪取しており、この政権はマンギト朝、或いはブハラ・アミール国とも呼称されている。

## マングト部出身の有力者

### マングト氏クイルダル家
- グユク（Güyük ＞畏翼/wèiyì）…クイルダルの兄
- クイルダル・セチェン（Quyildar ＞畏答児/wèidāér,قویردار/Qūīrdār）
  - 郡王モンケ・カルジャ（Möngke Qalǰa ＞忙哥/,مونککا قلجا/Mūnkkā Qaljā）
    - ムルカル・カルジャ（Mulqar Qalǰa ＞مولقار قلجا/Mūlqār Qaljā）
      - 郡王ジルワダイ（J̌ilwadai ＞只里瓦䚟/zhǐlǐwǎdǎi）
        - 郡王クトク（Qutoqu ＞忽都忽/hūdōuhū）
        - 郡王ウダイ（Udai ＞宇乃/yŭnǎi）
        - 郡王クリカチ（Quliqači ＞忽里哈赤/hūlǐhāchì）

      - 郡王キタダイ（Qitadai ＞乞荅䚟/qǐdádǎi）

  - ジャムカ（J̌amuqa ＞蘸木曷/zhànmùhé）
    - スルカドゥ（Sulqadu ＞瑣魯火都/suŏlŭhuŏdōu）
      - 郡王ボロカン（Boloqan ＞博羅歓/bóluóhuān）
        - 郡王エセン・テムル（Esen temür ＞野先帖木児/yĕxiāntièmùér）
          - 郡王ニマ・センギ（Nima sengi ＞尼摩星吉/nímóxīngjí）

## 系図
メネン・トドンの子ナチン・バアトルから分かれるマングト氏族とウルウト氏族。